# Sus celebensis
Sus celebensis är en däggdjursart som beskrevs av Müller och Hermann Schlegel 1843. Sus celebensis ingår i släktet Sus och familjen äkta svin. IUCN kategoriserar arten globalt som nära hotad.
Inga underarter finns listade i Catalogue of Life. Wilson & Reeder (2005) skiljer mellan tre underarter.
- Sus celebensis celebensis
- Sus celebensis floresianus
- Sus celebensis timoriensis

Detta svin förekommer på Sulawesi och på några mindre öar i närheten. Domesticerade former av arten introducerades på Moluckerna, på Timor och på andra sydostasiatiska öar. Där förekommer hybrider med vildsvinet som likaså blev införd. Habitatet varierar mellan regnskogar, träskmarker, gräsmarker och jordbruksmark. I bergstrakter vid 2500 meter över havet hittas arten i skogar som har mossa som undervegetation. Däremot är Sus celebensis mera vanlig i områden som ligger lägre än 1500 meter.
Individerna bildar flockar som vanligen har upp till 6 medlemmar och i sällsynta fall upp till 9 medlemmar. Flocken består allmänt av 1-3 vuxna djur, 1-2 nästan vuxna djur och 1-3 ungar. Sus celebensis kan vara aktiv hela dagen men föredrar den tidiga morgonen och kvällen. Liksom andra svin är den allätare. Födan utgörs bland annat av rötter, frukter, unga växtskott, ryggradslösa djur, små ryggradsdjur och as.